# Wrangelsches Palais (Stralsund)

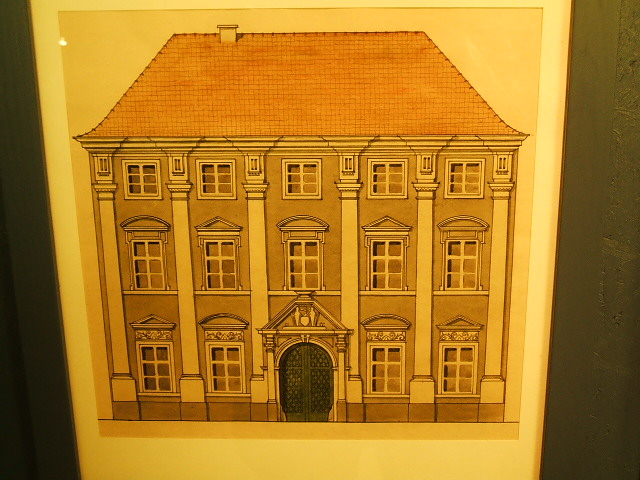
Zeichnung des Gebäudes im Kulturhistorischen Museum

Das Wrangelsche Palais war ein aus dem Jahr 1664 stammendes Gebäude in der Hansestadt Stralsund in der Heilgeiststraße 37.
Das Haus wurde in den Jahren 1660 bis 1664 für den Generalgouverneur Schwedens, Carl Gustav Graf Wrangel, errichtet. Es war das erste barocke Palais in Stralsund.
Es besaß drei Stockwerke. Im Erdgeschoss befand sich mittig die Toreinfahrt, die eine eisenbeschlagene Tür verschloss. Links und rechts daneben waren jeweils zwei Fenster zur Straßenseite. In den beiden darüber gelegenen Stockwerken hatte das Gebäude jeweils fünf Fenster zur Straßenseite hin, wobei die im obersten Stockwerk, in dem das Dienstpersonal wohnte, nur halb so hoch wie die unteren Fenster waren. Der Hof wurde durch zwei Seitenflügel und ein Querhaus begrenzt.
Wrangel starb am 5. Juli 1676 auf seinem Schloss Spyker. Der Sitz des Generalgouverneurs war ab 1730 im “Meyerfeldtsches Palais” genannten Schwedischen Regierungspalais in der Badenstraße. Das Gebäude in der Heilgeiststraße erwarb am 6. April 1843 der Instrumentenmacher Johann Philipp Lindner für 9.775 Reichstaler. 1860 wurde es vom Kaufmann Albert Friedrich Zöllner für 21.000 Reichstaler erworben. Zöllner betrieb hier sein „Leinen- und Ausstattungsgeschäft“, das später von Emma Zöllner weitergeführt wurde. Im Anbau betrieben die Zöllners eine Blumenstube mit Treibhaus. Am 30. Juni 1913 beantragte Emma Zöllner beim Rat der Stadt die Einrichtung eines Kinotheaters, was aus Sicherheitsgründen abgelehnt wurde. Auch der Antrag Emma Zöllners zur Errichtung eines Neubaus mit Kino auf dem Hof des Gebäudes wurde abgelehnt. Als Begründung wurde u. a. angeführt, dass die Gemeinde der Jakobikirche möglicherweise Einwände gegen einen Ausgang zu ihrem Kirchhof hin hätte. Allerdings hatte die Gemeinde bereits 1815 dem damaligen Besitzer des Wrangelschen Palais, Fürst zu Putbus, gegen eine jährliche Zahlung ebendieses Recht eingeräumt.
Das Wrangelsche Palais wurde beim Bombenangriff auf Stralsund am 6. Oktober 1944 total zerstört. Auf dem Gelände befindet sich heute eine Parkanlage.

## Quelle
- Andreas Neumerkel (Stralsunder Stadtarchiv) in: "Stralsunder Anzeiger" vom 5. Oktober 2006

Koordinaten: 54° 18′ 50″ N, 13° 5′ 33″ O